# Ljubovija
Ljubovija (cyr. Љубовија) – miasteczko w Serbii, w okręgu maczwańskim, siedziba gminy Ljubovija. W 2011 roku liczyło 3929 mieszkańców.